# Super AMOLED
A Szuper Aktív-Mátrix Organikus Fénykibocsátó Dióda vagy Super AMOLED a mobil készülékekben, pl. mobiltelefonokban történő felhasználásra kifejlesztett képmegjelenítési technológia. A többi AMOLED képmegjelenítési technológiától abban tér el, hogy az érintést érzékelő réteget a képernyőbe integrálják, ahelyett, hogy a felszínére vinnék fel. Az első, ilyen típusú kijelzőket gyártó cég a Samsung volt, az első terméke pedig a 2010. február 14-én piacra dobott Samsung Wave mobiltelefon volt. A Samsung i9000 Galaxy S sorozat, ideértve a Captivate, az Epic 4G, a Fascinate és a Vibrant modelleket is, szintén ezt a kijelző-technológiát használja.
Az első generációs AMOLED-hez képest a Super AMOLED az alábbi előnyöket nyújtja:
- 20%-kal fényesebb képernyő
- 80%-kal kevesebb napfény-visszaverődés
- 20%-kal alacsonyabb energiafogyasztás

## Műszaki leírás
Az aktív mátrixú OLED-kijelzőkben az OLED-pixelekből álló mátrix elektromos gerjesztés hatására fényt bocsát ki a vékonyréteg-tranzisztorokra (TFT-kre), amelyek kapcsolóként vezérlik az egyes pixelek felé áramló töltéshordozókat.
Általában ezt az egyenáramot minden egyes pixelnél két TFT szabályozza. Az egyik TFT a tárolókapacitás töltését indítja el, illetve állítja le, míg a másik a pixel által igényelt folyamatos egyenáram mértékében szabályozza a feszültség forrását, így nincsen szükség a passzív mátrixú OLED (PMOLED) kijelzők által megkövetelt kiemelkedően magas áramerősségi szintre.
A TFT-alaplap nélkülözhetetlen alkatrész az AMOLED-kijelzők gyártásánál. A TFT-alaplap-technológiák közül az AMOLED-kijelzőknél főként a poliszilícium (poly-Si) és az amorf szilícium (a-Si) technológiát alkalmazzák. Ezek a technológiák lehetővé teszik, hogy a rugalmas AMOLED-kijelzők gyártásakor az aktív mátrixú alaplapokat alacsony hőmérsékleten (150 °C alatt) közvetlenül a műanyag hordozófelületbe lehessen integrálni.

## Előnyei
Az OLED-technológiának számos előnye van az LCD-technológiával szemben, mint például a gyorsabb válaszidő, a szélesebb nézőszög, az alacsonyabb tömeg, a hosszabb élettartam, a jobb energiahatékonyság és fényerő, valamint az alacsonyabb gyártási költség.
Az AMOLED-kijelzők frissítési rátája magasabb, mint a passzív mátrixú OLED kijelzőké, és jóval alacsonyabb az energiaigényük. Az AMOLED ezen tulajdonságai nagy előnyt jelentenek a hordozható elektronikus készülékeknél, ahol az energiaigény döntő tényező az akkumulátor-üzemidő számára. A kijelző energiafelvétele nagyban függ a megjelenített színektől és a kijelző fényerejétől. Összehasonlításként, egy kereskedelmi QVGA OLED-kijelző 0,7 wattot fogyaszt, miközben fekete szöveget jelenít meg fehér háttéren, de csupán 0,3 wattot, amikor fehér szöveget jelenít meg fekete háttéren.
Az OLED-kijelzőket rugalmas műanyag hordozófelületbe is lehet integrálni, így lehetővé válik a feltekerhető kijelző gyártása.

## Hátrányai
Az AMOLED-kijelzők nehezebben olvashatóak erős napfényben, mint az LCD-kijelzők. A Super AMOLED ezt a problémát a képernyőrétegek közötti rések csökkentésével igyekszik kiküszöbölni. Az AMOLED-kijelzőkben használt szerves anyagok idővel lebomlanak, azonban léteznek már olyan technológiák, amelyek ellensúlyozzák a bomlási folyamatot. Egy idő után ha valaki sokat használja az AMOLED-kijelzőt, nagyon valószínű hogy megtörténik az úgynevezett "screen burn-in". Ilyenkor a telefonon megjelenítendő tartalom "beleég" a képernyőbe. Ez ellen a leghatásosabb védekezés, ha a telefon képbeégés elleni Screen burn protection funkcióját bekapcsoljuk.

## Kereskedelmi forgalomban kapható készülékek
- Apple iPhone X
- Apple iPhone XS
- Apple iPhone XS Max
- Apple iPhone 11 Pro
- Apple iPhone 11 Pro Max
- Samsung Captivate (I897)
- Samsung Galaxy Express
- Samsung Galaxy Note IV
- Samsung Galaxy Note V
- Samsung Galaxy Note III
- Samsung Galaxy Note II
- Samsung Galaxy Note
- Samsung i9100 Galaxy S II
- Samsung Galaxy S3 Neo
- Samsung i9505 Galaxy S4 (Super AMOLED)
- Samsung G900 Galaxy S5
- Samsung Galaxy J3 2016 (Super AMOLED)
- Samsung Galaxy J5 2016 (Super AMOLED)
- Samsung C115 Galaxy K Zoom
- Samsung Galaxy S Advance
- Samsung Omnia 7 (Super AMOLED)
- Samsung i7500 Galaxy
- Samsung Rogue
- Samsung i9000 Galaxy S (Super AMOLED)
- Samsung i9001 Galaxy S Plus (Super AMOLED)
- Samsung i9250 Galaxy Nexus Prime
- Samsung S8500 Wave (Super AMOLED)
- Samsung S8000 Jet
- Samsung M7600 Beat The DJ (Super AMOLED)
- Samsung P6800/P6810 Galaxy Tab 7.7 (Super AMOLED Plus)
- Google Nexus one
- Google Nexus s
- HTC One S
- HTC Desire X
- HTC Droid Incredible
- HTC Legend
- Nokia N8
- Nokia N86 8MP
- Nokia E7
- Nokia Lumia 800
- Nokia Lumia 820
- Nokia Lumia 900
- Nokia Lumia 920
- Nokia Lumia 925
- ZTE Blade (csak az Orange szolgáltató San Francisco néven piacra dobott modelljében, a kelet-európai piacra szánt változatot TFT kijelzővel szerelték)
- Blackberry Q10
- Samsung Galaxy J5 2017 (Super AMOLED)
- Samsung Galaxy J7 2017 (Super AMOLED)
- Samsung Galaxy S6 (Super AMOLED)
- Samsung Galaxy S6 Edge (Super AMOLED)
- Samsung Galaxy S6 Edge Plus (Super AMOLED)
- Samsung Galaxy S7 (Super AMOLED)
- Samsung Galaxy S7 Edge (Super AMOLED)
- Samsung Galaxy S8 (Super AMOLED)
- Samsung Galaxy S8 Plus (Super AMOLED)

## Fordítás
- Ez a szócikk részben vagy egészben  a   Super AMOLED című angol Wikipédia-szócikk fordításán alapul.  Az eredeti cikk szerkesztőit annak laptörténete sorolja fel. Ez a jelzés csupán a megfogalmazás eredetét és a szerzői jogokat jelzi, nem szolgál a cikkben szereplő információk forrásmegjelöléseként.